# Dongincheon (métro de Séoul)
Dongincheon (hangeul : 동인천 ; hanja : 東仁川) est une station de passage de la ligne 1 du métro de Séoul du métro de Séoul. Elle est située au 121 Chamoejeon-ro, dans le quartier Inhyeon-dong de l'arrondissement Jung-gu (en), en limite de Dong-gu, sur le territoire de la ville métropolitaine d'Incheon, à l'ouest de Séoul en Corée du Sud.
La gare d'origine est ouverte en 1899 et la stationde métro en 1974. Elle est desservie par les rames du service omnibus de la ligne.

## Situation sur le réseau

Plan du réseau (2023)

Établie en surface Dongincheon est une station de passage de la ligne 1 du métro de Séoul : elle est située entre la station Dowon, en direction du terminus nord-est Yeoncheon, et la station Incheon, terminus ouest de la ligne,.

## Histoire

### Gare ferroviaire
La gare d'origine, dénommée Chukhyeon, est mise en service le 18 septembre 1899, sur la ligne Gyeongin (ko). Elle est renommée Sangincheon le 25 avril 1926 et c'est le 1er juillet 1955 qu'elle est renommée Dongincheon,.

Installations de la gare
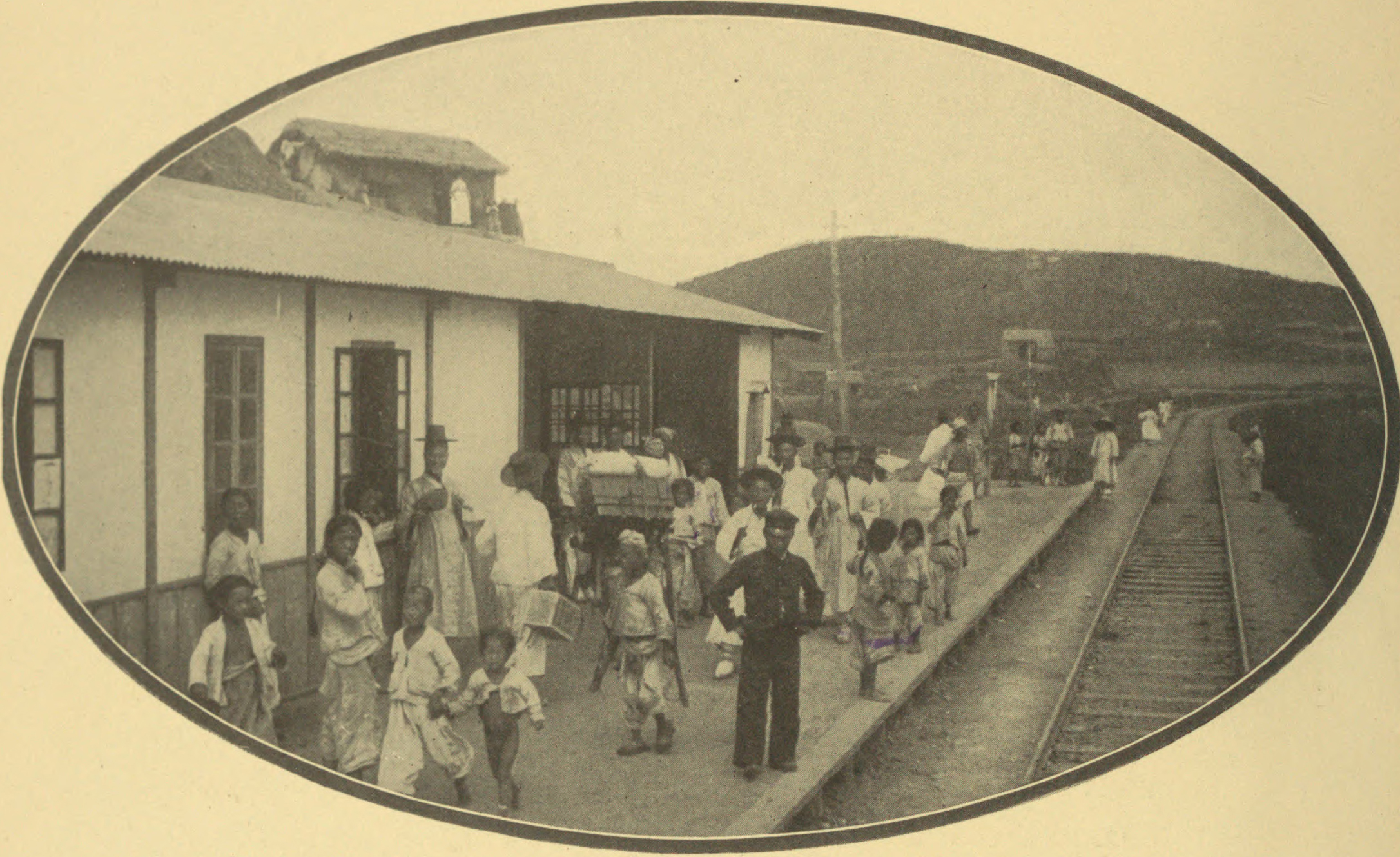
La gare en 1908.
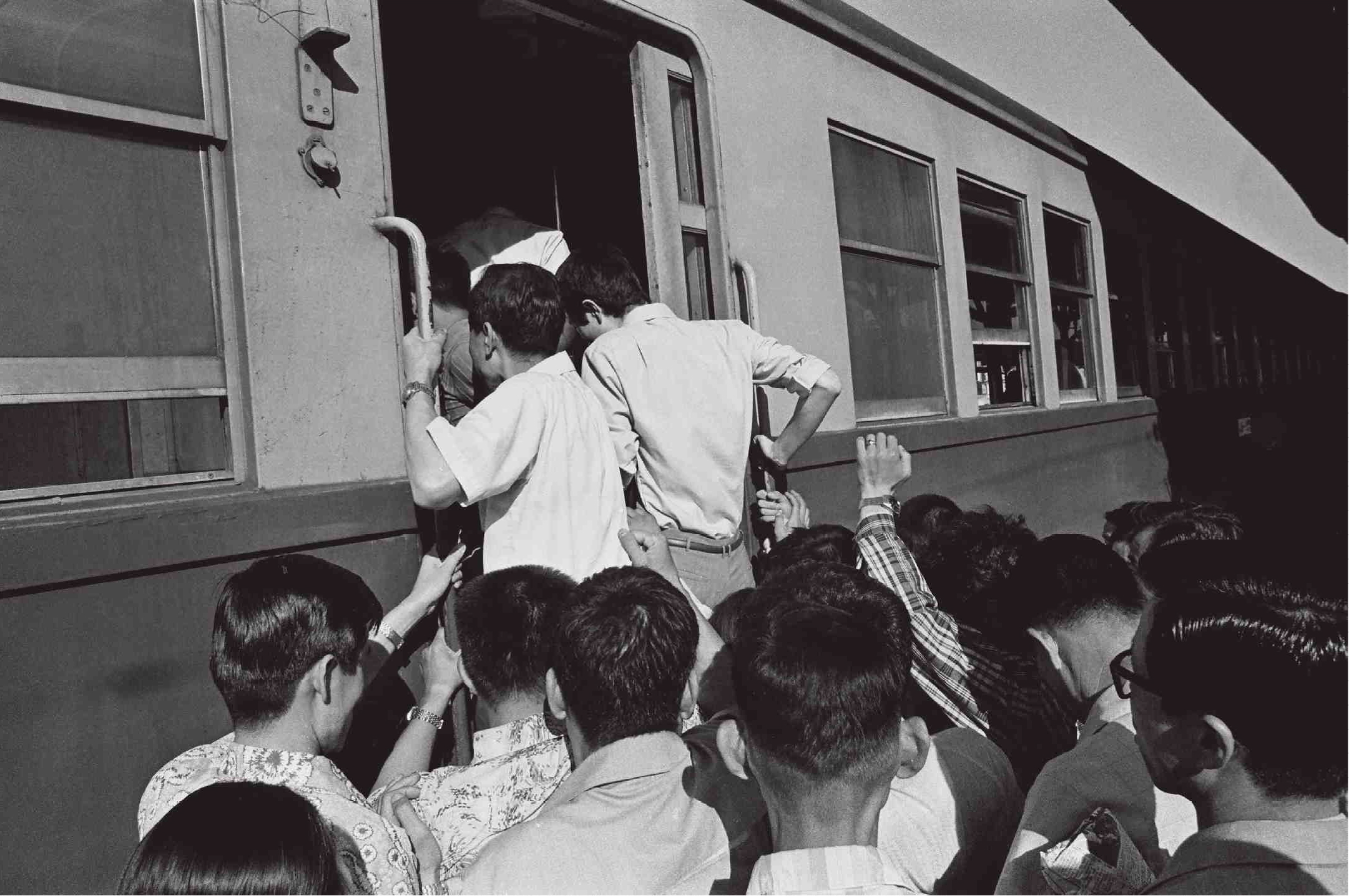
Train de voyageurs en 1972.

La suspension du service des marchandises a lieu le 1er avril 1977 et la suspension du service des colis le 15 mai 1982.

### Station de métro
La station Dongincheon est mise en service le 15 août 1974 sur la section dite ligne Gyeongin (ko) de la nouvelle ligne 1 du métro de Séoul,.
Le bâtiment de la station financé par des fonds privés est ouvert totalement à l'exploitation le 21 décembre 2005.

La station du métro avant la pose des portes palières
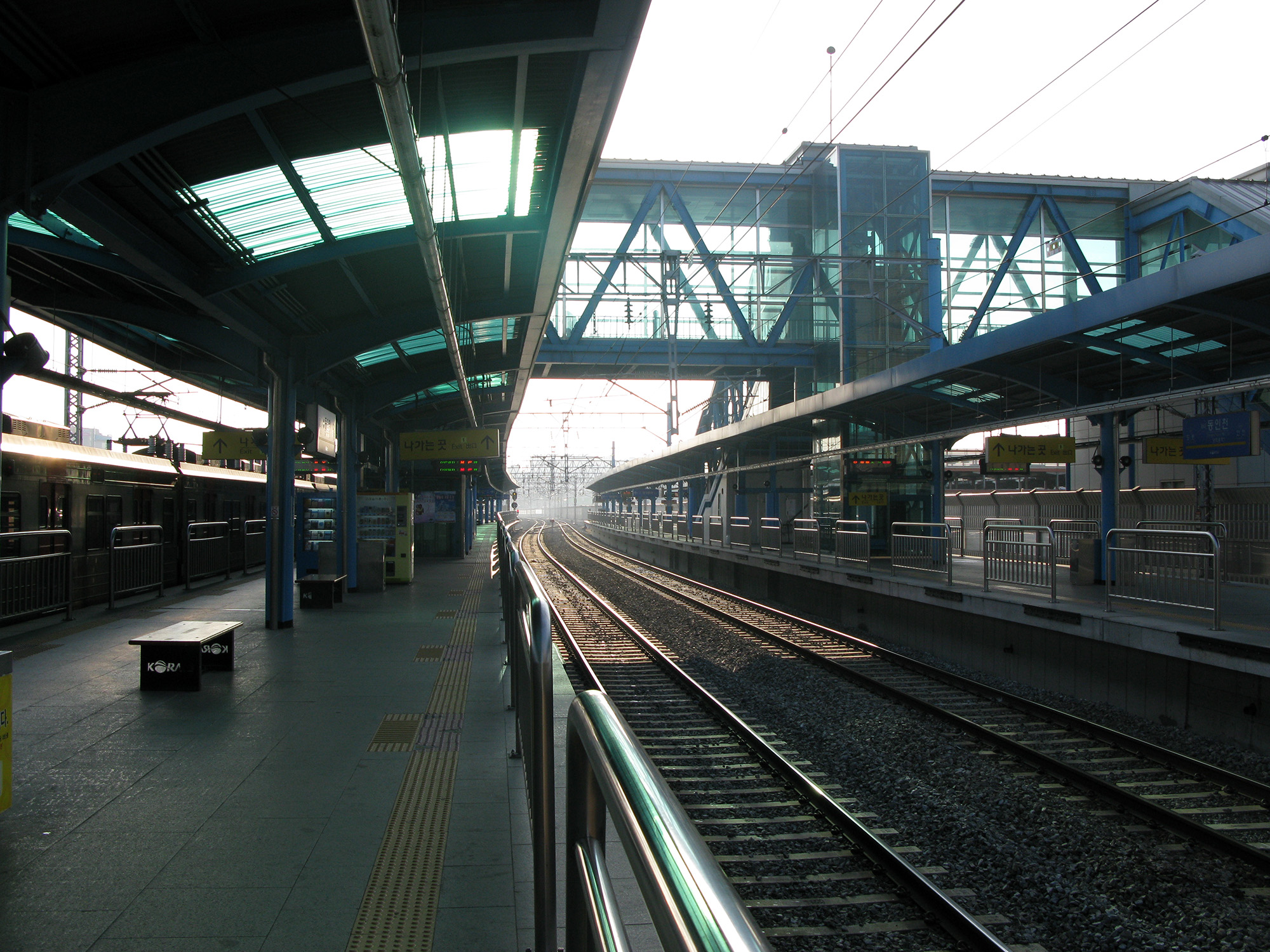
En 2009.
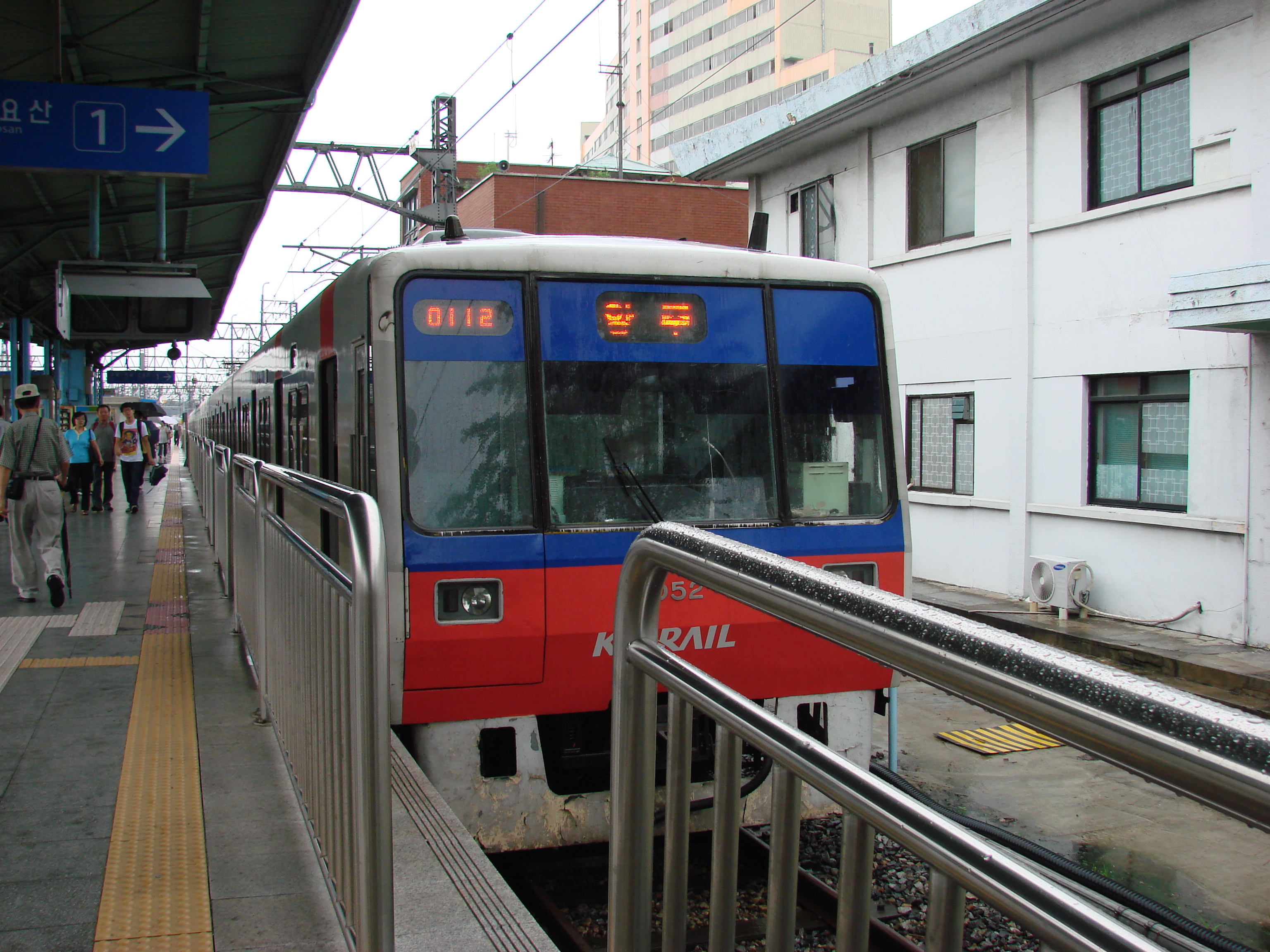
En 2011.
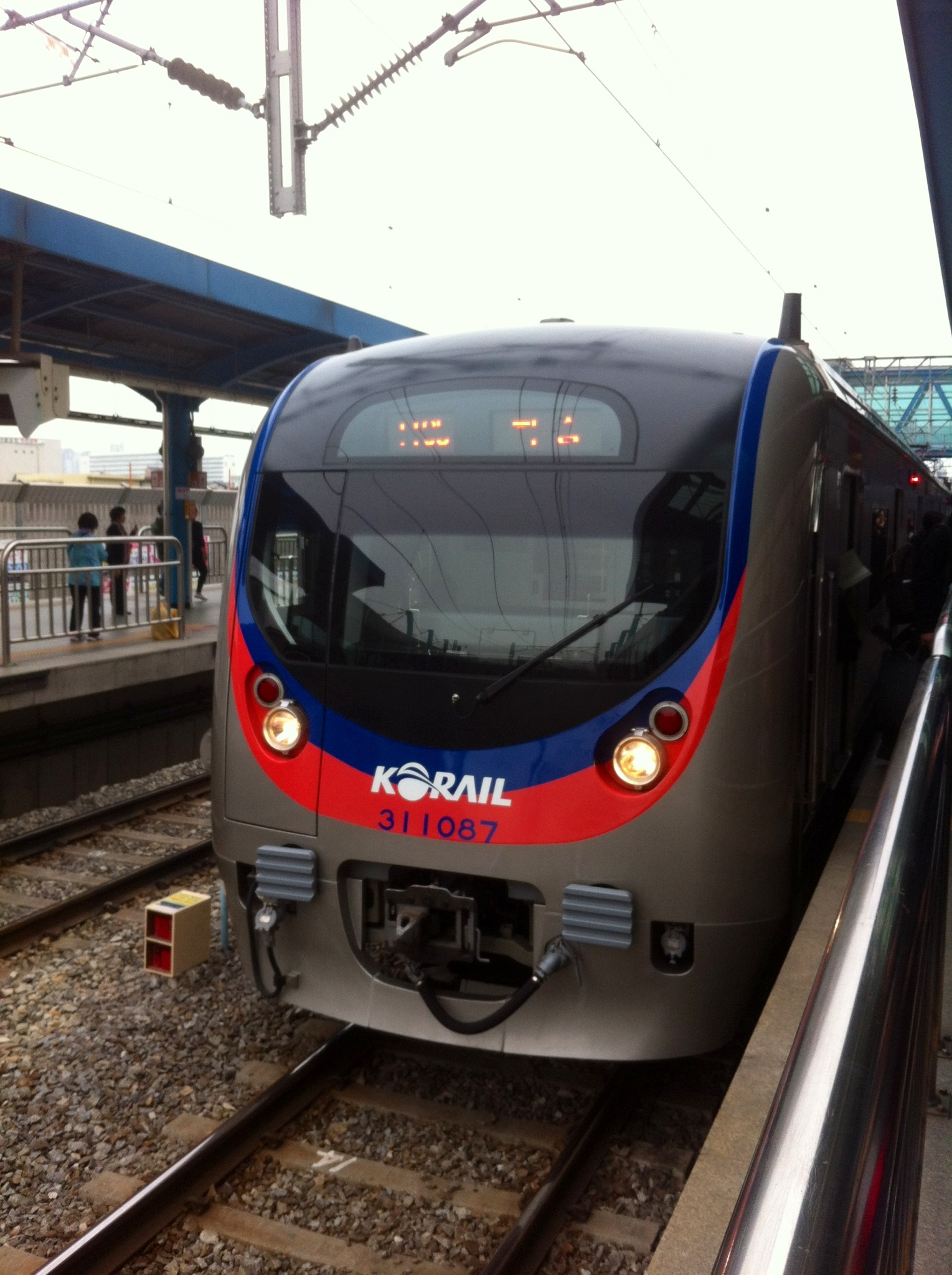
En 2013.

## Services aux voyageurs

### Accès et accueil
La station est située au 121 Chamoejeon-ro, dans le quartier Inhyeon-dong. Elle dispose de quatre bouches, numérotées de 1 à 4.

### Desserte
Dongincheon, est desservie par les rames du service omnibus de la ligne. Les quais sont équipés de portes palières.

Installations
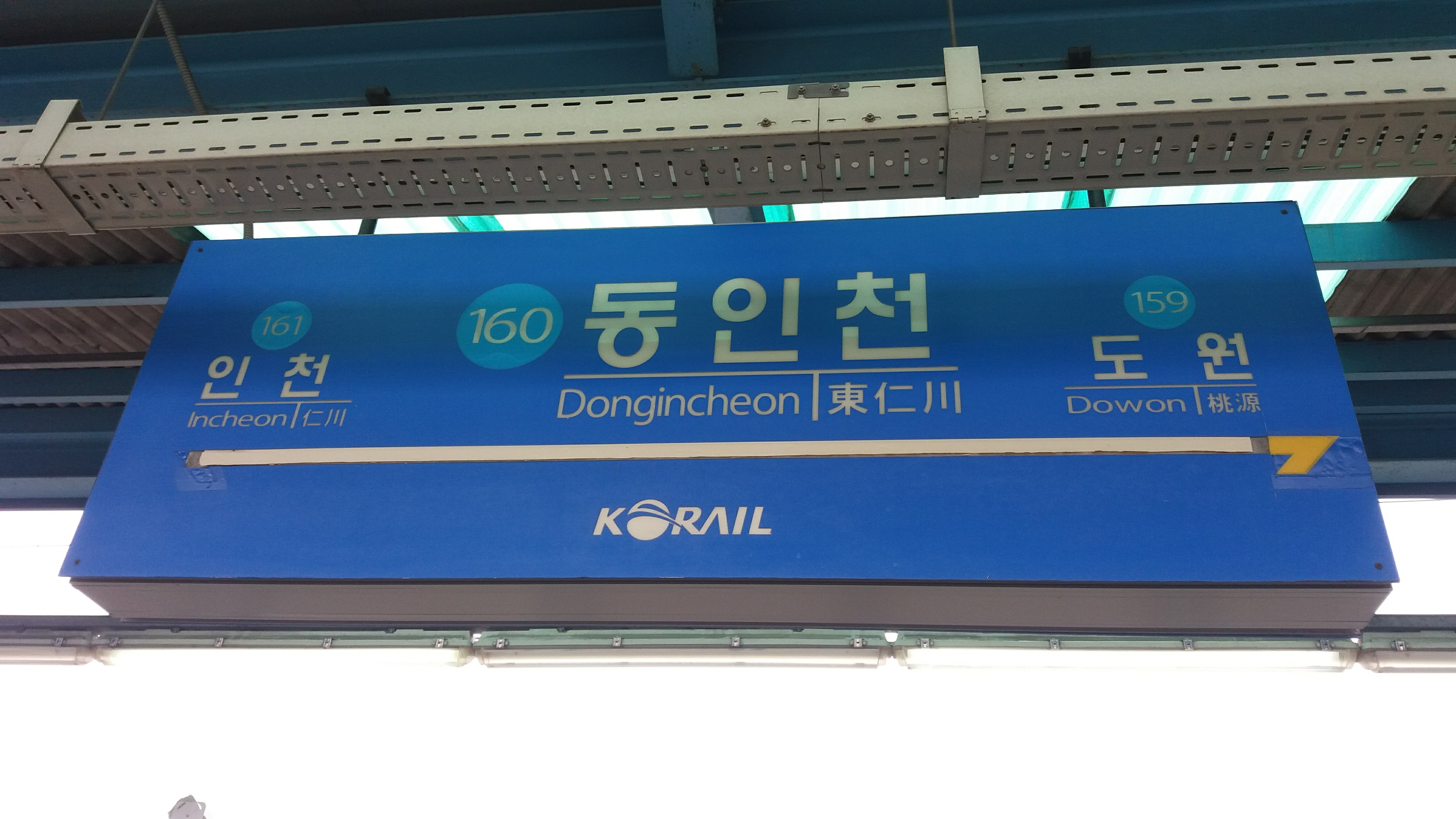
En 2017.
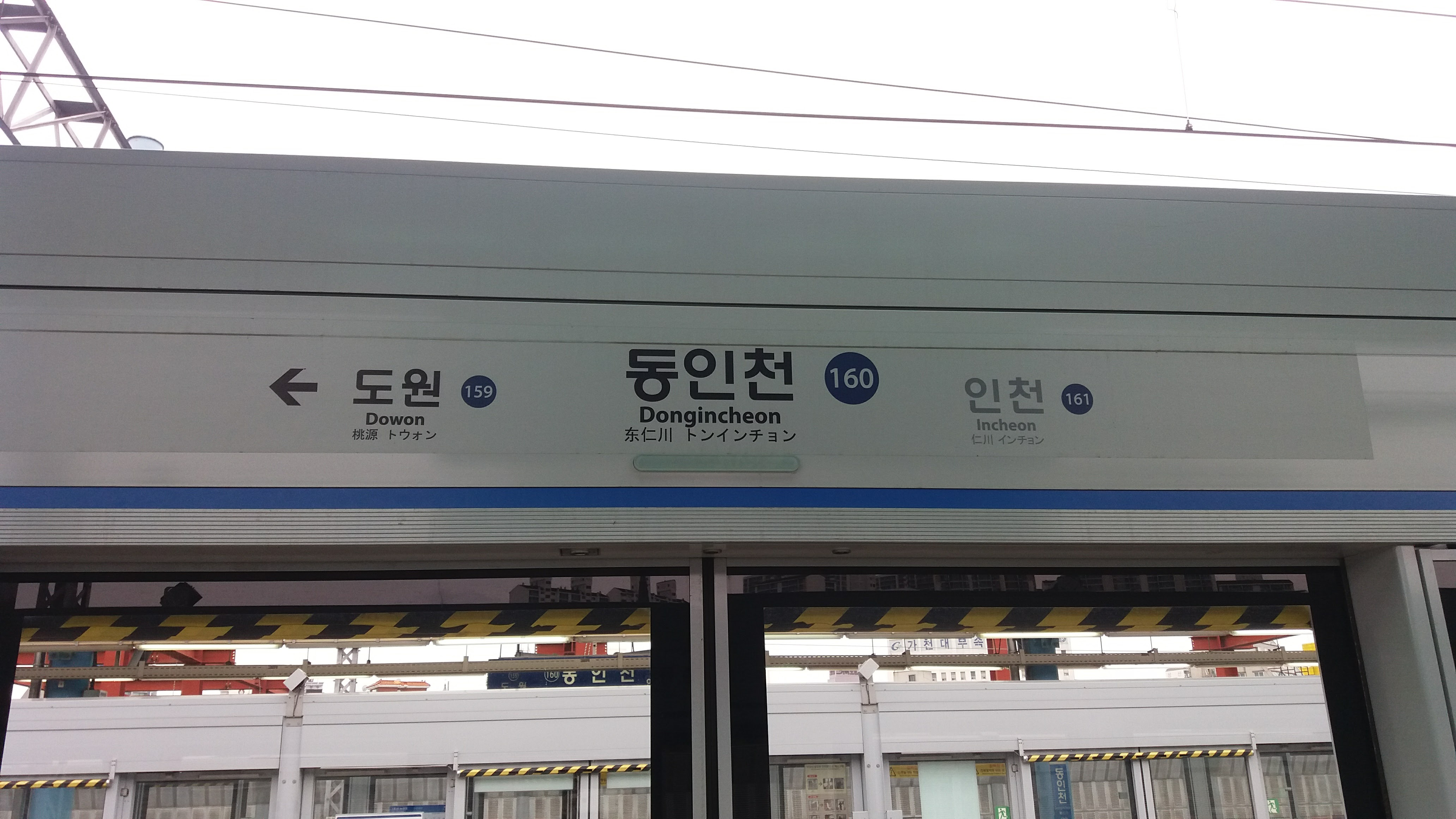
En 2017.
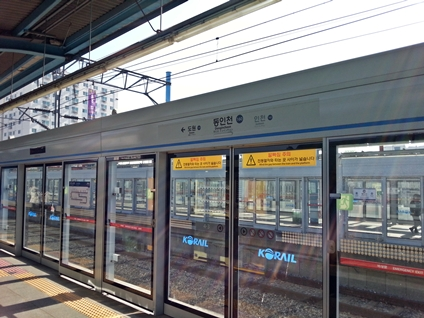
En 2017.

### Intermodalité
Des arrêts de bus sont situés à proximité.